# Tricholosporum goniospermum
Tricholosporum goniospermum är en svampart som först beskrevs av Giacopo Bresàdola, och fick sitt nu gällande namn av Guzmán ex T.J. Baroni 1982. Tricholosporum goniospermum ingår i släktet Tricholosporum och familjen Tricholomataceae.   Inga underarter finns listade i Catalogue of Life.